# 津端修一
津端 修一（つばた しゅういち、1925年1月3日 - 2015年6月2日）は、日本の建築家、都市計画家、評論家。愛知県岡崎市出身。

## 来歴
1945年に海軍技術士官として厚木飛行場に赴任するが終戦を迎える。1947年に新制東京大学に再入学する。
1951年、東京大学第一工学部建築学科卒業。丹下健三の下で住宅問題の研究をテーマに卒業論文に取り組む。前川国男の建築設計事務所への入所を希望するが前川と太田博太郎の推薦でアントニン・レーモンドの事務所に所属する。その後坂倉準三の建築設計事務所を経て、1955年日本住宅公団発足と共に入社。
日本住宅公団勤務時、多摩平・高根台団地、阿佐ヶ谷住宅をはじめとする多くの団地を設計するなど、公団初期の全体計画を手がける。一方で増沢洵らと逆スラブやラーメン構造の中層集合住宅の基本設計や設計基準を作成していく。団地設計は土木設計と配置設計が分離。東京支所設計課団地係のチーフであったが、1961年からは愛知県春日井市の高蔵寺ニュータウンの計画・設計にたずさわることとなった。
新しい広島大学キャンパス・賀茂学園都市の計画設計に携わるため、広島大学総合科学部教授として赴任。新広域市町村計画審議会委員。黒瀬川流域管理計画調査を推進。その後、名城大学教授、三重大学客員教授を経て、高蔵寺ニュータウン内にて自給自足の半農生活のかたわら、フリー評論家として活動した。
1969年、高蔵寺ニュータウン計画で日本都市計画学会石川賞を受賞。
最晩年は佐賀県伊万里市の医療福祉施設の設計草案を無償で手がけたが、2015年6月2日に老衰で死去。90歳没。
妻の津端英子との手作りにこだわった暮らしを、共著で発表。
2016年3月20日、妻との晩年の生活に密着した東海テレビ放送制作のドキュメンタリー『人生フルーツ』が放送され、2017年1月2日から映画として劇場公開された。

## 人物
- 自宅は師である建築家アントニン・レーモンドのかつての自邸を模した家である。
- 高蔵寺ニュータウンのまちづくりに公団の枠を超えて関わりをもつ。禿山となった高森山を復活させた「ドングリ作戦｣を展開し、自身でコナラやクヌギなどの樹々を植えていったという。
- 雑誌で「自由時間評論家」とも紹介された。自身が手がけた高蔵寺ニュータウンにてキッチンガーデンのある暮らしを提唱し、実践し続ける。公団黎明期を支えた団地設計者の一人であり、その設計思想は風土派と呼ばれた。

### 手がけた団地
日本住宅公団時代に手がけた団地は以下のものが知られている。
- 青戸第一団地 - 津端が初めて団地設計を行なった。一貫してロングビスタへのこだわりをもとめているという
- 原宿団地 - 東京都渋谷区にかつて存在した住宅団地である。住棟配置の設計を担当
- 阿佐ヶ谷住宅 - 住棟配置の設計担当。著書には「個人のものでもない、かといってパブリックな場所でもない、得体の知れない緑地のようなもの（＝コモン）を、市民たちがどのようなかたちで団地の中に共有することになるのか」と記している
- 多摩平団地 - 住棟配置の設計を担当。昭和33年設計の同団地から、配置計画に津端以外の設計者がかかわったことを記した記録がみられない。津端は明るく開放的で緑にあふれた団地というテーマにそってこの団地を設計したことがしられる。
- 高根台団地 - 地形を生かしたポイントハウスとテラスハウスの絶妙な配置で知られ、設計した団地のなかでも特に有名な団地となった。この団地設計からそれまでの個人設計からチーフデザイン・協議設計方式へと移行し、津端は上位計画を担当、各詳細計画は若手技術者に委ねられている。また、宅地部との協働も試みられるなど、団地係の職能が建築にとどまらない広範に係わることとなる
- 赤羽台団地 - 1960年設計。配置設計は津端によって行なわれ、直行配置・囲み配置・ポイントハウスの導入など多くの試みを実践。津端による赤羽台団地エスキースは現存するだけで、7種存在している。津端による配置設計をもとに、住棟を各建築技術陣が設計した

携わった過去の団地のレイアウト・プランは、個人の資質による独創的なデザインで行っていた。

## 著作

### 単著
- 『自由時間新時代-生活小国からの脱出法』（はる書房、1989年） ISBN 978-4938133207
- 『現代ヨーロッパ農村休暇事情　続・生活小国からの脱出法』（はる書房、1994年） ISBN 978-4938133474

### 共編著
- 『市民農園 クラインガルテンの提唱』荏開津典生共編著（家の光協会、1987年） ISBN 978-4259516710
- 『高蔵寺ニュータウン夫婦物語 はなこさんへ、「二人からの手紙」』津端英子共著（ミネルヴァ書房、1997年） ISBN 978-4623028283
- 『なつかしい未来のライフスタイル 続・はなこさんへ、「二人からの手紙」』津端英子共著（ミネルヴァ書房、1998年） ISBN 978-4623029389
- 『キラリと、おしゃれ キッチンガーデンのある暮らし』津端英子共著（ミネルヴァ書房、2007年） ISBN 978-4623049127
- 『あしたも、こはるびより。』つばた英子、つばたしゅういち著（主婦と生活社、2011年） ISBN 978-4391139938
- 『ききがたり ときをためる暮らし』つばた英子、つばたしゅういち著 水野恵美子聞き手・編集（自然食通信社、2012年） ISBN 978-4916110268

### 翻訳
- ピエール・ラシーヌ『自由時間都市 リゾート新時代の地域開発』監訳（パンリサーチインスティテュート、1987年）

### 論文
- Cinii